# Aias der Lokrer

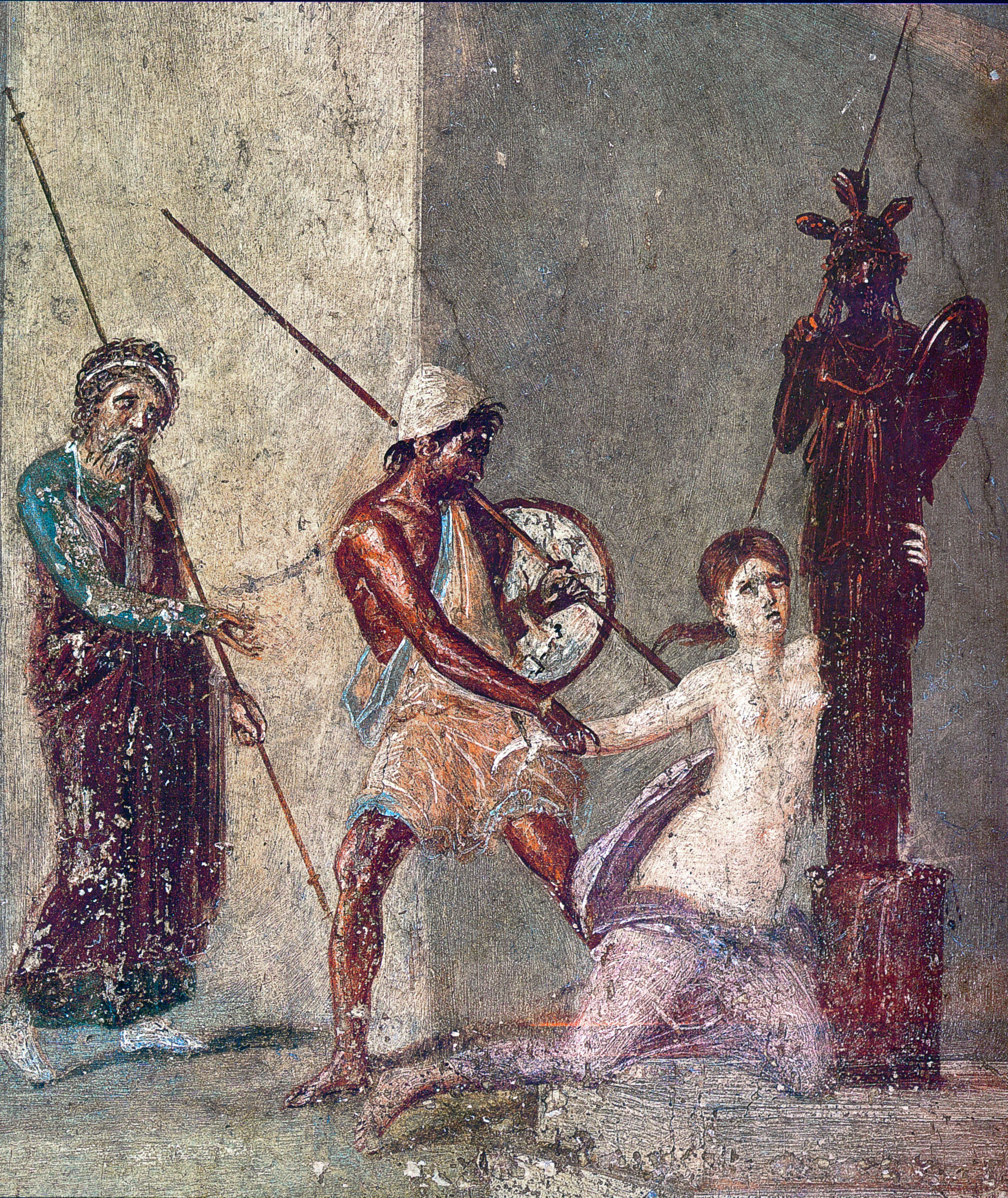
Szene aus dem trojanischen Krieg: Aias zerrt Kassandra vom Xoanon, dem hölzernen Kultbild der Athene, das sie schutzflehend umfasst hält, weg. Priamos steht mit hilfloser Geste dabei. Antikes Fresko aus Pompeji.

Aias der Lokrer (altgriechisch Αἴας Aías, lateinisch Aiax, deutsch auch Ajax), Sohn des lokrischen Königs Oileus und zur Abgrenzung vom Telamonier auch Ajax der Kleine genannt, war ein griechischer Kämpfer vor Troja und als zweitschnellster Läufer (nach Achilleus) und Speerwerfer bekannt.
Nach Trojas Fall vergewaltigte er im Heiligtum Athenes Kassandra, ihre Priesterin. Athene beklagte sich daraufhin bitterlich bei ihrem Vater Zeus, woraufhin dieser ihr einen frisch von Hephaistos geschmiedeten Donnerkeil überließ, mit dem sie das Schiff des Aias auf dessen Heimfahrt durchbohrte. Der Lokrer ruderte mit bloßen Händen, um sich über Wasser zu halten, doch Athene quälte ihn weiter. Poseidon jedoch erbarmte sich seiner und schleuderte ihn mit einer gewaltigen Welle auf einen Felsen. Aias begann noch auf dem Felsen zu prahlen, er sei den Göttern zum Trotz dem Meer entronnen. Diese Hybris erzürnte Poseidon derart, dass er mit seinem Dreizack den Felsen spaltete, wobei die Hälfte, auf der Aias stand, ins Meer stürzte. Während er unterging, schleuderte Poseidon einen Hügel auf ihn. So wurde der Kleine Aias (symbolisch) von der Erde und den Göttern zugleich bezwungen.

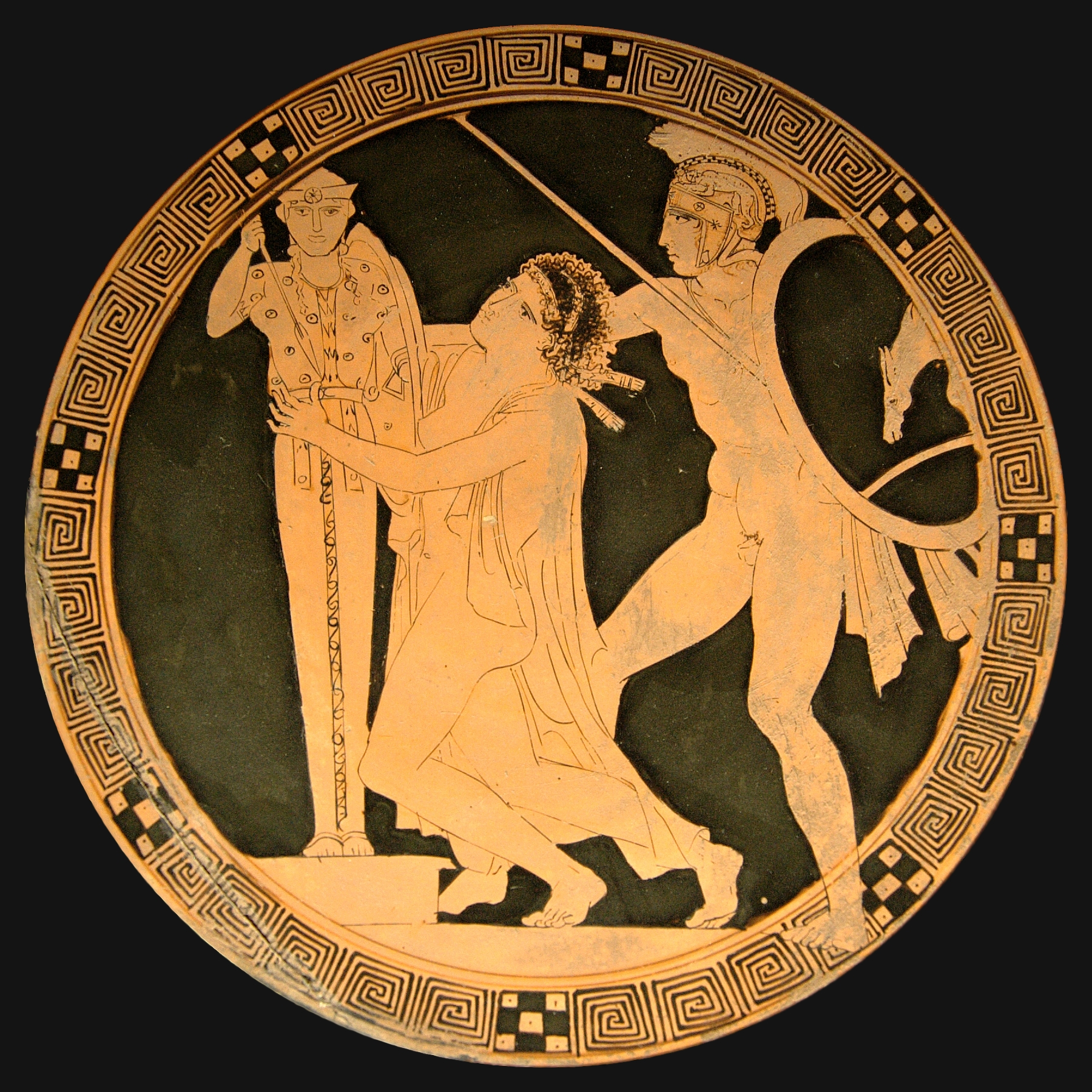
Aias bedrängt Kassandra im Tempel der Pallas Athene
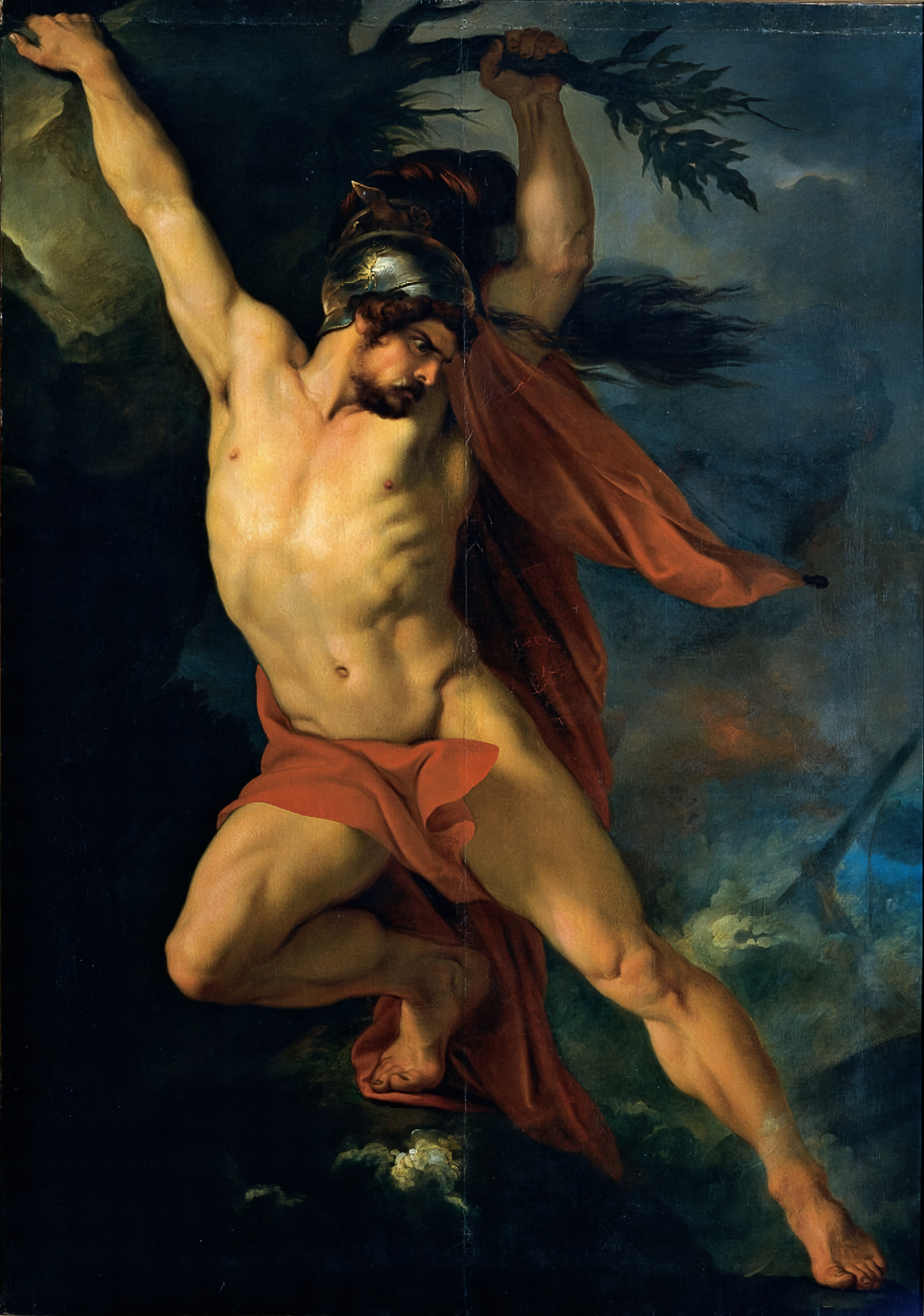
Aias der Lokrer, Francesco Sabatelli 1829

## Antike Quellen
- Homer, Ilias
- Homer, Odyssee 4,499–511
- Bibliotheke des Apollodor